# بيتر أوتول
بيتر سيموس أوتول (بالإنجليزية: Peter O'Toole) (2 أغسطس 1932 – 14 ديسمبر 2013) كان ممثلًا مسرحيًا وسينمائيًا بريطانيًا من أصول أيرلندية. التحق أوتول بالأكاديمية الملكية للفنون المسرحية وبدأ عمله في مجال المسرح، واكتسب شهرة واسعة بصفته ممثلًا شكسبيريًا في مسرح بريستول أولد فيك وفي شركة المسرح الإنجليزية، قبل ظهوره لأول مرة في السينما عام 1959.
اكتسب أوتول شهرة عالمية بعد أدائه لدور توماس إدوارد لورنس في فيلم لورنس أوف أرابيا (لورنس العرب) لعام 1962، والذي حصل من خلاله على أول ترشيح له لجائزة الأوسكار لأفضل ممثل. رُشح أوتول لجائزة الأوسكار سبع مرات أخرى، وذلك عن أدواره في الأفلام التالية: بيكيت عام 1964، وذا ليون إن وينتر (الأسد في الشتاء) لعام 1968، وغود باي مستر تشيبس لعام 1969، وذا رولينغ كلاس لعام 1972، وذا ستانت مان لعام 1980، وماي فيفوريت يير لعام 1982، وفينوس لعام 2006، وحمل الرقم القياسي لأكبر عدد ترشيحات لجائزة الأوسكار دون الفوز بها. في عام 2002، حصل أوتول على جائزة الأكاديمية الفخرية عن مجمل إنجازاته المهنية. وحصل أيضًا على أربع جوائز غولدن غلوب، وجائزة الأكاديمية البريطانية للأفلام (جائزة بافتا)، وجائزة الإيمي برايم تايم.

## النشأة

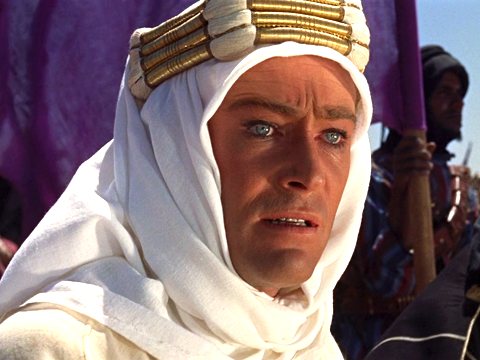
بيتر أوتوا في لورينس أوف أريبيا

ولد أوتول في عام 1932. تتحدث بعض المصادر عن ولادة أوتول في منطقة كونيمارا الواقعة في مقاطعة غالواي الإيرلندية، بينما تشير مصادر أخرى إلى ولادته في مستشفى القديس جيمس الجامعي في مدينة ليدز في إنجترا. يدعي أوتول بأنه غير واثق من مسقط رأسه ومن تاريخ ولادته، ويشير في سيرته الذاتية، إلى أنّ ولادته كانت قبل الثاني من شهر أغسطس من عام 1932. يدعي أوتول أيضًا امتلاكه لشهادتي ميلاد من كلا البلدين، مع إشارة شهادة الميلاد الإيرلندية إلى ولادته في شهر يونيو من عام 1932. لبيتر أوتول شقيقة واحدة تكبره بالسن، واسمها باتريشيا. تؤكد سجلات دائرة السجلات المدنية العامة في مدينة ليدز، ولادة بيتر ج. (جيمس) أوتول في المدينة الواقعة في شمال إنجلترا عام 1932. 

## الحياة الشخصية
في عام 1959، تزوج أوتول من الممثلة الويلزية شان فيليبس، ورزقا بابنتين: كيت وباتريشيا. انفصل الزوجان في عام 1979. وفي عام 1983، وُلِد لأوتول وصديقته العارضة كارين براون ابن عندما كان أوتول في الخمسين من عمره.
على الرغم من أنه فقد الثقة في الدين المنظم منذ يفاعته، إلّا أنّه أعرب عن مشاعر إيجابية تجاه حياة يسوع. وفي مقابلة له مع نيويورك تايمز، قال: "لا أحد يمكنه انتزاع يسوع مني...لا شك أنه كان شخصية تاريخية بالغة الأهميّة، تحمل أفكارًا عظيمة، مثل السلام". واصفًا نفسه بأنه "مسيحي متقاعد"، مُشيرًا إلى أنه يفضل "التعليم والقراءة والحقائق" على الإيمان.
خلال دراسته في أوائل الخمسينات، شارك أوتول في احتجاجات ضد مشاركة بريطانيا في الحرب الكورية، وفيما بعد، في الستينات، أصبح من المعارضين الناشطين ضد حرب فيتنام. لعب دورًا في تشكيل الشكل الحالي للأغنية الشعبية المعروفة "كريكفارجوس"، التي رواها لدومينيك بيهان، الذي نشرها وسجلها في منتصف الستينات.

## وصلات خارجية
- بيتر أوتول على موقع IMDb (الإنجليزية)
- بيتر أوتول على موقع الموسوعة البريطانية (الإنجليزية)
- بيتر أوتول على موقع روتن توميتوز (الإنجليزية)
- بيتر أوتول على موقع مونزينجر (الألمانية)
- بيتر أوتول على موقع ألو سيني (الفرنسية)
- بيتر أوتول على موقع ميوزك برينز (الإنجليزية)
- بيتر أوتول على موقع تيرنر كلاسيك موفيز (الإنجليزية)
- بيتر أوتول على موقع أول موفي (الإنجليزية)
- بيتر أوتول على موقع قاعدة بيانات برودواي على الإنترنت (الإنجليزية)
- بيتر أوتول على موقع قاعدة بيانات الأفلام السويدية (السويدية)